# Archingeay
Archingeay é uma comuna francesa na região administrativa da Nova Aquitânia, no departamento de Charente-Maritime. Estende-se por uma área de 16,61 km². Em 2010 a comuna tinha 687 habitantes (densidade: 41,4 hab./km²).